# Emelie Lennartsson
Emelie Lennartsson (* 29. Juli  1986, verheiratete Emelie Fabbeke) ist eine schwedische Badmintonspielerin. 

## Karriere
Emelie Lennartsson gewann nach Siegen in allen schwedischen Nachwuchsaltersklassen 2009 ihren ersten nationalen Titel bei den Erwachsenen im Damendoppel mit Emma Wengberg. 2010 und 2011 verteidigten beide den Titel. International waren sie bei den Spanish International, Slovenian International, Portugal International und Turkey International erfolgreich.

## Sportliche Erfolge
| Saison    | Veranstaltung                          | Disziplin   | Platz | Name                                                                |
| --------- | -------------------------------------- | ----------- | ----- | ------------------------------------------------------------------- |
| 2000/2001 | Schweden: Einzelmeisterschaft U15      | Damendoppel | 1     | Emelie Lennartsson / Cecilia Bjunér (BK Carlskrona / Kista)         |
| 2000/2001 | Schweden: Einzelmeisterschaft U15      | Dameneinzel | 1     | Emelie Lennartsson (BK Carlskrona)                                  |
| 2002/2003 | Schweden: Einzelmeisterschaft U17      | Damendoppel | 1     | Cecilia Bjunér / Emelie Lennartsson (Kista / BK Carlskrona)         |
| 2003/2004 | Schweden: Einzelmeisterschaft U19      | Damendoppel | 1     | Emelie Lennartsson / Jessica Gustafsson (BK Carlskrona / Askim BC)  |
| 2003/2004 | Schweden: Einzelmeisterschaft U19      | Damendoppel | 1     | Emelie Lennartsson / Jessica Gustafsson (BK Carlskrona / Askim BC)  |
| 2004/2005 | Schweden: Einzelmeisterschaft U19      | Dameneinzel | 1     | Emelie Lennartsson (BK Carlskrona)                                  |
| 2004/2005 | Schweden: Einzelmeisterschaft U19      | Damendoppel | 1     | Emelie Lennartsson / Sara Johnson (BK Carlskrona / Täby BMF)        |
| 2005/2006 | Schweden: Einzelmeisterschaft U22      | Damendoppel | 1     | Sophia Hansson / Emelie Lennartsson (V Frölunda BMK / BK Carlkrona) |
| 2006/2007 | Schweden: Einzelmeisterschaft U22      | Damendoppel | 1     | Sophia Hansson / Emelie Lennartsson (BK Carlskrona)                 |
| 2007/2008 | Schweden: Einzelmeisterschaft U22      | Damendoppel | 1     | Emma Wengberg / Emelie Lennartsson (V. Frölunda / BK Carlskrona)    |
| 2008      | Slovenian International                | Damendoppel | 1     | Emelie Lennartsson / Emma Wengberg                                  |
| 2008/2009 | Schweden: Einzelmeisterschaft          | Damendoppel | 1     | Emma Wengberg / Emelie Lennartsson                                  |
| 2009      | Türkei: Internationale Meisterschaften | Damendoppel | 1     | Emelie Lennartsson / Emma Wengberg                                  |
| 2009      | Portugal International                 | Damendoppel | 1     | Emelie Lennartsson / Emma Wengberg                                  |
| 2009/2010 | Schweden: Einzelmeisterschaft          | Damendoppel | 1     | Emma Wengberg / Emelie Lennartsson                                  |
| 2010      | Spanish International                  | Damendoppel | 1     | Emelie Lennartsson / Emma Wengberg                                  |
| 2010/2011 | Schweden: Einzelmeisterschaft          | Damendoppel | 1     | Emma Wengberg / Emelie Lennartsson                                  |
| 2013      | Schweden: Einzelmeisterschaft          | Damendoppel | 1     | Emma Wengberg / Emelie Lennartsson                                  |
| 2013      | Schweden: Einzelmeisterschaft          | Mixed       | 1     | Jonathan Nordh / Emelie Lennartsson                                 |